# Aardbeving Garrelsweer 2021
De aardbeving bij Garrelsweer op 16 november 2021 was een aardbeving met een kracht van 3,2 op de schaal van Richter. Het epicentrum lag bij de Groningse plaats Garrelsweer in de gemeente Eemsdelta. De beving vond plaats op een diepte van 3 kilometer. Twaalf uur eerder was er op dezelfde locatie al een kleine beving geweest van 0,6 op de schaal van Richter. De bevingen zijn het gevolg van gaswinning.
Deze beving was de krachtigste sinds mei 2019 en staat in de top vier van de krachtigste aardbevingen die ooit zijn gemeten in Groningen, aldus het KNMI half november 2021.
De aardbeving leidde tot vragen in de Tweede Kamer. Demissionair minister Stef Blok van Economische Zaken besloot zijn reeds geplande bezoek aan de regio met een week te vervroegen, om in gesprek te gaan met onder andere de burgemeester en de Groninger Bodem Beweging.
Op 18 november waren er al bijna 700 schademeldingen ontvangen door het Instituut Mijnbouwschade Groningen. In een aantal situaties was directe actie nodig, zoals het verwijderen van de windhaan van de kerk van Garrelsweer.